# 默韋利耶

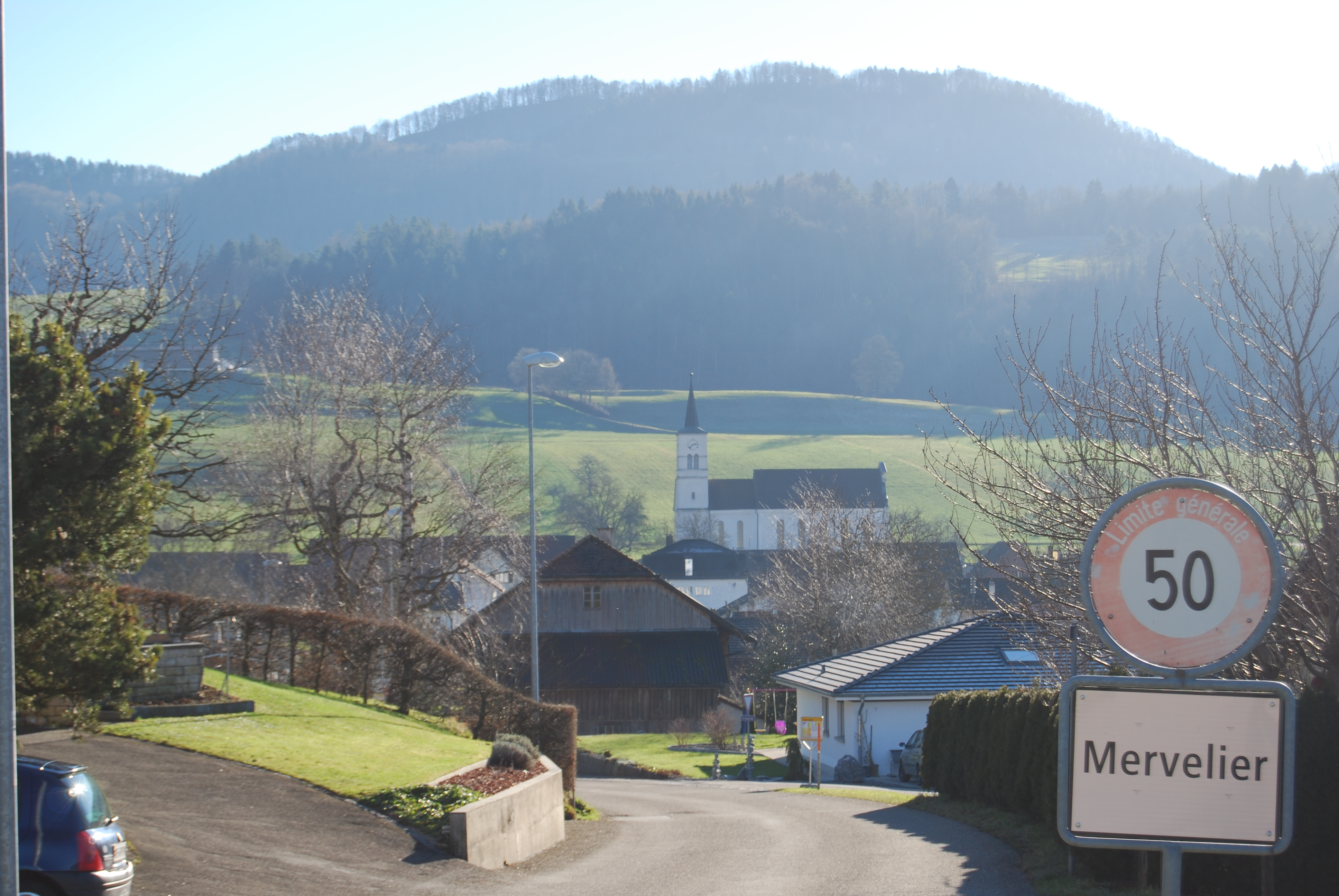

默韋利耶是瑞士的城鎮，位於該國西北部，由汝拉州負責管轄，面積9.77平方公里，海拔高度556米，2011年人口553，八成人口信奉羅馬天主教，人口密度每平方公里57人。